# Aas-Glanzkäfer
Omosita colon, gelegentlich auch Aas-Glanzkäfer genannt, ist ein Käfer aus der Familie der Glanzkäfer und der Unterfamilie Nitidulinae. Die Gattung Omosita ist in Europa mit nur vier Arten vertreten, von denen drei auch in Mitteleuropa heimisch sind. Weltweit werden zehn bis zwölf Arten unterschieden.

## Bemerkungen zum Namen
Der Käfer wurde bereits 1758 von Linnaeus in dessen berühmter 10. Ausgabe von Systema Naturae unter dem Namen Silpha colon beschrieben. Linné bemerkt in der Beschreibung, dass der Käfer auf dem Rücken zwei eingedrückte Punkte hat (lat.: „tergo duplici puncto impresso“). Dies erklärt den Artnamen cōlon (lat. für „Doppelpunkt“).
Die Gattung Omosita wurde erst 1843 von Erichson aufgestellt. Der Gattungsname Omosita ist von altgriechisch ομόσιτος hŏmósĭtŏs, deutsch ‚Tischgenosse‘ abgeleitet und bezieht sich darauf, dass die Käfer gewöhnlich zu mehreren auf Blüten sitzen. Auch Omosita colon findet man häufig zu mehreren.

## Eigenschaften des Käfers
| | | |
| Abb. 1: verschiedene Ansichten | | |
| | | |
| Abb. 2: Kopf von oben, grün getönt: Oberlippe, blau ge- tönt: Kopfschild | | |
| | Abb. 3: Kopf, Detail von unten, blau getönt: 1. Fühlerglied (restliche Glieder entfernt) grün getönt: Fühlerrinne, Pfeil: Spitze des Oberkiefers                                                                       | |
| | | |
| Abb. 4: oben Mittelbrust, unten kolorierte Kopie: grün: Vorderbrust, rot: Teile der Vorderbeine, lila: Kiel der Mittelbrust, gelb: Mittelhüften, blau: Hinterbrust                                                     | | |
| Abb. 5: Detail rechtes Vorder- bein, gelb getönt: Hüfte, rot getönt: Trochantinus, blau getönt: Schenkelring, grün getönt: Schenkel                                                                                    | | |
| | | |
| Abb. 7: Schiene des Hinterbeins A: von der Seite, C: von hinten, B: Zwischenstellung | | |
| Abb. 6A: Halsschild, rechts Mulde grün getönt, B: Punktierung um die Mulde und C: in der Mulde | | |
| | | |
| Abb. 9: Tarsus A: Aufsicht, 4. Glied rot getönt B: Seitenansicht, 4. Glied rot, C: Unterseite, Sohlenbekleidung (dunkler Hinter- grund Halsschild)                                                                     | | |
| | | |
| Ab. 8: linke Flügeldecke, A: Blick auf die Epipleuren, B: um 90° nach links gekippt, die Naht liegt rechts, grün: basaler Teil der Epipleuren, rot: basales Ende der Randkante,l lila: apikales Ende des Nahtstreifens | Ab. 8: linke Flügeldecke, A: Blick auf die Epipleuren, B: um 90° nach links gekippt, die Naht liegt rechts, grün: basaler Teil der Epipleuren, rot: basales Ende der Randkante,l lila: apikales Ende des Nahtstreifens | Abb. 10: Fühler von unten 2: 2. Fühlerglied 9: 9. Fühlerglied |
| Zeichnungen zur Larve | | |
| Abb. 11: Oberkiefer, links (geriffelt): Mahlfläche unten seitlich: Antagonisten für die Kaubewegung | Abb. 12: Detail Kopf la: Labrum, clp: Clypeus, 1–4: Fühler, rechts unten: Einzel- augen | Abb. 13: links Unter- lippe, lp: Lippentaster rechts Unterkiefer mit Kiefertaster (1–4), a: basale Verdickung z: Kauzapfen                                               |
| Abb. 14: mittleres Bein von Hüfte (b) bis Kralle (f) | Abb. 15: Körperende von oben, a: Stigmen des 8. Abdominalsegments, s, d: 1. und 2. Glied der Urogomphi, e: Praeurogomphi, f: durchscheinende Öffnung für das Analsegment                                               | Abb. 15: Körperende von oben, a: Stigmen des 8. Abdominalsegments, s, d: 1. und 2. Glied der Urogomphi, e: Praeurogomphi, f: durchscheinende Öffnung für das Analsegment |

Die Käfer werden zwei bis dreieinhalb Millimeter lang. Sie sind oval und etwa doppelt so lang wie breit, nur wenig gewölbt und an den Seiten verflacht. Die Art ist schwach kurz grau behaart. Die Tiere sind schwarzbraun, Fühler und Beine rostrot, die Flügeldecken sind dunkel mit unscharf begrenzten, verwaschenen gelben Flecken.
Der Kopf (Abb. 2) ist schwarzbraun und dicht parkettähnlich punktiert, die Stirn etwas eingedrückt. Der Kopf verschmälert sich vor den Augen kräftig. Die Oberlippe und die Oberkiefer sind rostbraun. Die Oberlippe (in Abb. 2 hälftig grün) ist vom Kopfschild (in Abb. 2 hälftig blau) abgesetzt und vorn leicht ausgerandet. Die Oberkiefer enden sehr spitz (Pfeil in Abb. 3), nicht zweizähnig. Die viergliedrigen Maxillartaster sind kurz, besonders das erste und dritte Glied. Das Endglied ist am längsten.
Die Fühler (Abb. 10), die nur Halsschildlänge erreichen, sind elfgliedrig mit dreigliedriger Keule. Das erste Glied ist nach außen stark verdickt, das zweite Glied dicker als die folgenden. Die Keule ist rundlich und abgeplattet, schwarz und pubeszent grau behaart. Durch Ringelung des letzten Gliedes erscheint die Keule häufig viergliedrig. Die Fühler können unter den Seiten des Halsschilds versteckt werden. Sie kommen dabei teilweise in eine Fühlerrinne (in Abb. 3 grün) zu liegen. Die Fühlerrinne ist hinter den Augen nach außen gebogen.
Der Halsschild (Abb. 6A) ist nur flach gewölbt, die Seiten schmal abgesetzt. Er ist vorn breit und flach ausgeschnitten, die Vorderecken stehen breit dreieckig vor. Die Basis des Halsschilds ist schwach doppelt geschwungen mit zugespitzten Hinterwinkeln. Der Halsschild schließt dicht an die Flügeldecken an. Der Halsschild trägt keine Längsfurchen, aber vor der Basis zwei einander genäherte, gedrängter punktierte seichte Grübchen (Abb. 6B und 6C). Der Halsschild ist ebenfalls dicht punktiert. Der Seitenrand ist gelblich aufgehellt. Er ist, wie auch der Rand der Flügeldecken, nicht bewimpert.
Das Schildchen ist breit abgerundet und fein punktiert.
Die Flügeldecken (Abb. 8) lassen höchstens das Pygidium unbedeckt. Sie sind etwa eineinhalb mal so lang wie zusammen breit. Sie sind relativ dicht und ungeordnet punktiert, nur parallel zur Flügeldeckennaht verläuft eine feine Punktreihe, der sogenannte Nahtstreifen (in Abb. 8 teilweise pink). Nach hinten erstreckt er sich bis zum Ende der Flügeldecke, nach vorn erlischt er erst nahe der Basis. Die Schulterwinkel laufen rechteckig zu, sie sind an der Spitze abgestumpft, dahinter ohne Ausbuchtung. Der Flügeldeckenrand ist fein gekantet (in Abb. 8 teilweise rot), die Kante ist von oben sichtbar. Es schließen sich breite Epipleuren (in Abb. 8 teilweise grün getönt) an. Einige kleine Flecken an der Basis und Spitze der Flügeldecken, das Ende der Flügeldecken und ein über die Naht laufenden querer Fleck im zweiten Drittel sind verwaschen gelb. Die Zeichnung ist sehr variabel. Sie beruht darauf, dass die Flügeldecken im Bereich der Flecken etwas transparent sind und je nach der Farbe des darunterliegenden Körperteils blasser oder intensiver gelb erscheinen.
Die Beine stehen weit seitlich auseinander. An den Vorderhüften (in Abb. 5 gelb getönt) ist ein Trochantinus (in Abb. 5 rot getönt) abgegliedert. Die Mittelbrust (Mesosternum) trägt einen schwach ausgebildeten Mittelkiel (in Abb. 4 unten lila getönt), der jedoch nur bei wechselnder Beleuchtung sichtbar wird. Der Vorderrand der Mittelbrust wird bei bestimmten Körperhaltungen von dem Hinterrand der Vorderbrust (in Abb. 4 unten grün) überlappt. Alle Schienen (Abb. 7) enden abgestutzt. Sie haben eine doppelte Hinterkante, sie sind also im Querschnitt dreieckig. Die Tarsen (Abb. 9) sind alle fünfgliedrig. Das erste Glied ist nicht verkürzt, aber das vierte (in Abb. 9A und 9B rot getönt) ist klein. Das Klauenglied ist so lang wie die übrigen Glieder zusammen, eine Struktur zwischen den Krallen (Onychium) fehlt. Das erste bis dritte Tarsenglied ist unten dicht behaart.

## Larve
Die madenförmigen Larven sind weiß und weich, besitzen jedoch an den Brustsegmenten drei Beinpaare und am neunten Abdominalsegment Urogomphi. Die Larven sind leicht abgeplattet und werden im letzten Stadium bei einer Breite von knapp zwei Millimetern bis sechs Millimeter lang. Nur der vorderste Teil der Kopfkapsel und die Spitzen der Urogomphi sind schwarzbraun.
Die Kopfkapsel ist etwa einen halben Millimeter breit und etwa 1,4 mal so breit wie ohne Labrum lang. Die Fühler sind viergliedrig und kegelförmig (in Abb. 12 rechts gelegen). Auf jeder Kopfseite liegen dicht hinter der Fühlerwurzel wenige Einzelaugen, wobei das den Fühlern am nächsten liegende aus zwei meist miteinander verwachsenen Einzelaugen besteht und so die Form einer liegenden Acht zeigt. Dahinter liegen symmetrisch zwei weitere  Einzelaugen, von denen häufig eines verkümmert ist, wenn das vordere Doppelauge in zwei Einzelaugen getrennt ist. Die Lage der Augen und der Bau der Fühler zeigt Abb. 12.
Das erste Brustsegment ist fast so lang wie die beiden folgenden gemeinsam, aber weniger breit als diese. Vom zweiten Brustsegment bis zum fünften Hinterleibssegment sind die Segmente mäßig seitlich gewölbt und verbreitern sich ziemlich gleichmäßig, bis sie etwa die eineinhalbfache Breite des 1. Hinterleibssegmentes erreichen. Danach verschmälern sie sich stärker, das neunte Hinterleibssegment ist stark verschmälert. Es trägt ein Paar ziemlich kleine Praeurogomphi und ein Paar kurze Urogomphi. Das zehnte Abdominalsegment liegt als Nachschieber unter dem neunten (siehe in Abb. 15 Kreislinie f).

## Biologie
Man findet den Käfer in sehr verschiedenen Lebensräumen (eurytop), an Knochen, Fellen,  Aas (necrophil), auch an verrottendem und trockenem Fisch, Des Weiteren findet man den Käfer an faulenden pflanzlichen Stoffen (phytodetriticol), im Kompost, an Pilzen, in bei Hochwasser Angeschwemmten, in Nestern oder auf Blüten. Bei Blüten mit Aasgeruch kann der Käfer zur Bestäubung beitragen.  Bei Testreihen von der Wirksamkeit verschiedener Fallen zeigt er sich nicht wählerisch. Er wird gelegentlich als Vorratsschädling gelistet.
Da er unter anderem an menschlichen Leichen gefunden wird, steht er auch im Fokus der Forensik. Er erscheint an Kadavern im Stadium der ammoniakalen Fäulnis und wird bis zur beginnenden Vertrocknung beobachtet. Beim Vergleich von Kadavern im Wald, Feld und Marsch wurde er im Wald am häufigsten gefunden. Beim Vergleich von unbekleideten und bekleideten Kadavern zeigte sich kein wesentlicher Unterschied.  Die Art wurde auch an 30 cm tief vergrabenen Kadavern gefunden, nicht aber an Kadavern in 60 cm Tiefe.
Man findet den Käfer von März bis Oktober. Er ist tag- und nachtaktiv, nach Beobachtungen jedoch nachts deutlich agiler als tags mit der Hauptaktivität zwischen 20 und 24 Uhr.
Die Larve gräbt sich kurz vor der Verpuppung in die Erde ein und schafft sich dort in Form einer Höhle mit geglätteten Wänden Raum. Der fertige Käfer zersprengt die Höhle und arbeitet sich an die Erdoberfläche. Nach Versuchsreihen braucht er zur Entwicklung vom Ei zum fertigen Käfer bei konstant 16° Temperatur etwa 95 Tage. Bei steigender Temperatur verkürzt sich die Entwicklungszeit, bis sie bei 31° nach nur durchschnittlich 25,5 Tagen abgeschlossen ist. Bei einer Temperatur von 34° wurde die Entwicklung nicht mehr abgeschlossen.

## Verbreitung
Während man früher glaubte, Omosita colon sei holarktisch und auch in Nordamerika beheimatet, sind 1987 die nordamerikanischen Tiere von Kirejtshuk  als neue Art Omosita nearctica abgetrennt worden. Die Frage scheint jedoch noch nicht endgültig geklärt zu sein. Insbesondere ist bei älteren Angaben manchmal nicht klar, ob es sich um Omosita colon oder Omosita nearctica handelt.
Innerhalb der Paläarktis ist die Art bis nach China weit verbreitet, und innerhalb Europas fehlt der Käfer nur auf den Inseln im Süden (Kanaren, Gibraltar, Balearen, Korsika, Sardinien, Sizilien, Malta, Nordägäische Inseln, Dodekanes, Kykladen, Kreta, Zypern) und in den kältesten Regionen einiger nordeuropäischer Länder.
Außerdem wird Omosita colon oder Omosita nearctica mit Fellen, Früchten oder Gewürzen immer wieder in andere Länder eingeschleppt, beispielsweise nach Australien, Neuseeland, Südafrika, und Mexiko.